# South Dayi
South Dayi är ett distrikt i Ghana.   Det ligger i regionen Voltaregionen, i den sydöstra delen av landet, 120 km norr om huvudstaden Accra.